# Procoptodon
Procoptodon var ett släkte av stora kängurudjur som levde i Australien under pleistocen.
Arten Procoptodon goliah var med en höjd av cirka 2 meter lite större än den nu levande röda jättekängurun men den var med en vikt av upp till 200 kilogram betydlig tyngre. Vid bakfötterna var bara en tå (den fjärde) full utvecklad och de andra tårna fanns rudimentärt. Den enda fullständiga tån hade en bred klo som liknade en hov. De mellersta två fingrarna vid framtassarna var förlängda och utrustade med klor medan de andra fingrarna var av vanlig storlek. Huvudet kännetecknades av en kort nos och av framåt riktade ögon. Dessa djur hade små framtänder och molarer med flata knölar på toppen. Med dessa särdrag påminde arternas ansikten om de nu levande primaternas ansikten. Hos Procoptodon var armarna i förhållande till andra kroppsdelar längre än hos dagens kängurudjur.
I äldre avhandlingar nämns en höjd upp till 3 meter men den är omstridd. Troligtvis nådde arterna blad som fanns 3 meter över marken med hjälp av svansen och de långa armarna.
Kvarlevor av släktet hittades i nästan hela Australien med undantag av Northern Territory. Antagligen levde arterna i torra eller halvtorra områden.
Som föda antas blad från buskar och träd. Som hos dagens kängurudjur borde honor haft en pung (marsupium) där ungarna lever under första tiden efter födelsen. Arten Procoptodon goliah dog troligen ut för 15 000 år sedan.